# Pennelli, rabbia e fantasia
Pennelli, rabbia e fantasia (Duck Amuck) è un film del 1953 diretto da Chuck Jones. È un cortometraggio d'animazione della serie Merrie Melodies, uscito negli Stati Uniti il 28 febbraio 1953. Il film, che ha per protagonista Daffy Duck tormentato da un misterioso animatore, ispirò il corto successivo Non innervosite il coniglio (1955), sempre diretto da Jones e scritto da Michael Maltese. Nel 1979 fu inserito integralmente nel film di montaggio Super Bunny in orbita!. Nel 1999 fu ritenuto "culturalmente, storicamente o esteticamente significativo" dalla Biblioteca del Congresso e selezionato per la conservazione nel National Film Registry. Ha inoltre ispirato il videogioco del 2007 Looney Tunes: Duck Amuck.

## Trama
Daffy entra in scena come moschettiere, ma l'animatore disegna scenografie sempre diverse, e Daffy si adatta a queste cambiando costumi e performance. A un certo punto la scenografia scompare, così Daffy cerca di ragionare con l'animatore, ma questi lo cancella e lo ridisegna come un cowboy con una chitarra. Daffy prova a suonarla, ma non ottiene alcun suono. L'anatra se ne lamenta e prova nuovamente a suonare e poi a parlare, generando ogni volta degli effetti sonori casuali, finché non si infuria e chiede all'animatore una scenografia.
L'animatore disegna la bozza di uno sfondo, e quando Daffy chiede un po' di colore l'animatore vernicia l'anatra. In seguito alle lamentele, l'animatore cancella Daffy e lo ridisegna come un bizzarro animale con la bandiera "screwball" sulla coda. Daffy se ne accorge solo guardandosi in uno specchio, e poi viene ridisegnato come un marinaio, con l'oceano come sfondo. Daffy cade subito in acqua ed emerge su un'isola lontana. Chiede un primo piano, e mentre cerca ancora una volta di negoziare con l'animatore, una tenda nera gli cade addosso. Daffy urla istericamente e strappa lo sfondo, diventando ancora più frustrato quando l'animatore cerca di terminare il cortometraggio. Daffy si scusa con il pubblico e balla per un momento mentre la pellicola va fuori allineamento, facendo apparire un altro Daffy sullo schermo. I due discutono tra di loro e, prima che cominci una lotta, l'animatore cancella il secondo Daffy.
Daffy viene poi messo in un aeroplano, schiantandosi contro una montagna disegnata dall'animatore. Daffy scende con un paracadute, che l'animatore trasforma in un'incudine. Daffy si schianta al suolo e, stordito, martella sull'incudine recitando "The Village Blacksmith". L'animatore sostituisce l'incudine con un proiettile di artiglieria, che esplode con un colpo del martello. Daffy finalmente scatta e chiede con rabbia che l'animatore si mostri. L'animatore disegna una porta di fronte all'anatra e la chiude, quindi l'inquadratura arretra per rivelare la sua identità. Si tratta di Bugs Bunny, che dice al pubblico: "Sono crudele, eh?".

## Distribuzione

### Edizione italiana
Il corto arrivò in Italia direttamente in televisione negli anni ottanta. Il doppiaggio fu eseguito dalla Effe Elle Due e diretto da Franco Latini su dialoghi di Maria Pinto, i quali spesso ignorano gli originali. Inoltre le canzoni furono mantenute in inglese. Nel 2003 la Time Out Cin.ca eseguì un ridoppiaggio per la televisione, diretto da Massimo Giuliani su dialoghi (più corretti) di Susanna Piferi, comprendente anche le canzoni. In home video esso è stato utilizzato solo nel DVD 50 cartoons da collezione - Looney Tunes, dove però per un errore di missaggio, nella seconda metà del corto, viene intervallato con parti del primo doppiaggio.

### Edizioni home video

#### VHS
America del Nord
- Daffy Duck: The Nuttiness Continues... (1985)
- Looney Tunes: The Collector's Edition Vol. 2 (1999)

Italia
- Daffy Duck: The Nuttiness Continues... (1986)
- Daffy Duck n. 3 (ottobre 1991)
- Daffy Duck (giugno 1994)

#### Laserdisc
- Duck Victory: Daffy Duck's Screen Classics (1993)

#### DVD e Blu-ray Disc
Il corto fu pubblicato in DVD-Video in America del Nord nel secondo disco della raccolta Looney Tunes Golden Collection: Volume 1 (intitolato Best of Daffy & Porky) distribuita il 28 ottobre 2003, dove è visibile anche con un commento audio di Michael Barrier e con la colonna internazionale; il DVD fu pubblicato in Italia il 2 dicembre 2003 nella collana Looney Tunes Collection, col titolo Daffy Duck & Porky Pig. In Italia fu inserito anche nel DVD Looney Park della collana I tuoi amici Looney Tunes, uscito il 21 ottobre 2009. Il 1º novembre 2011 fu inserito nel primo DVD della raccolta The Essential Daffy Duck, mentre il 15 novembre fu inserito nel DVD Daffy Duck della collana I tuoi amici a cartoni animati!. Fu poi incluso (nuovamente con le tracce audio alternative) nel primo disco della raccolta Looney Tunes Platinum Collection: Volume One, uscita in America del Nord in Blu-ray Disc il 15 novembre 2011 e in DVD il 3 luglio 2012. Il BD fu ristampato il 10 gennaio 2012 col titolo Looney Tunes Showcase. In seguito è stato inserito anche nel primo DVD della raccolta 50 cartoons da collezione - Looney Tunes della collana Il meglio di Warner Bros., uscita in America del Nord il 25 giugno 2013 e in Italia il 5 dicembre.

## Accoglienza
Nel 1975, in un articolo per Film Comment, il giornalista Richard Thompson scrisse del corto: "È uno dei pochi capolavori dell'animazione statunitense e probabilmente il più cerebrale di essi. Daffy sfrutta al massimo la sua opportunità per un tour de force solista definitivo. È allo stesso tempo uno sfogo e un saggio di dimostrazione sulla natura e le condizioni del film d'animazione e sulla meccanica del film in generale". Nel 1994 il film si classificò al 2º posto nel libro di Jerry Beck The 50 Greatest Cartoons, superato solo da Cane all'opera (1957). Nel 2010 fu selezionato per l'inclusione nel libro The 100 Greatest Looney Tunes Cartoons; in tale occasione lo storico dell'animazione Greg Ford lo definì un capolavoro e affermò: "Mentre qui la recitazione vocale di Mel Blanc è magistrale, le gag dello sceneggiatore Michael Maltese sono fantastiche, gli sfondi spaiati di Maurice Noble sono esilaranti e l'animazione "stop and start" derivata dalla Disney ma altamente definita eseguita da Ken Harris è estremamente fragrante, il film appartiene a Chuck Jones. È come se le disavventure in cui Jones era solito far precipitare Daffy per tutto il decennio fossero tutte convergenti in Pennelli, rabbia e fantasia".